# Wilhelm-II.-Plateau
Das Wilhelm-II.-Plateau (norwegisch Wilhelmplatået) ist eine 3 km lange und 700 m breite Hochebene im Westteil der subantarktischen Bouvetinsel im Südatlantik. Das Plateau liegt zwischen dem Keisarryggen und dem Skoddenuten.
Wissenschaftler des Norwegischen Polarinstituts benannten es 1980. Namensgeber ist offenkundig der deutsche Kaiser Wilhelm II. (1859–1941).